# Жилой дом Академии наук в Ереване
Жилой дом Академии наук в Ереване — памятник архитектуры, построенный в 1939 году по проекту архитекторов Самвела Сафаряна и Марка Григоряна, для сотрудников Армянского филиала Академии наук СССР (в 1943 году на основе филиала была создана Академия наук Армянской ССР, ныне — Национальная академия наук Армении). Четырёхэтажный дом расположен на главном проспекте Еревана — проспекте Месропа Маштоца и имеет номер 9. Решением Правительства Республики Армения 7 октября 2004 года дом был включён в список памятников культурного наследия Республики Армения.

## Известные учёные, проживавшие в доме
- Иосиф Абгарович Орбели — востоковед, археолог, академик АН СССР, первый президент АН Армянской ССР.
- Степан Саркисович Малхасянц — филолог, академик АН Армянской ССР.
- Айк Габриелович Гюликехвян — литературовед, профессор.
- Саркис Амбарцумович Варданян — химик, академик АН Армянской ССР.
- Геворк Исаевич Тер-Степанян — инженер-геолог, академик НАН РА.
- Грачия Хачатурович Бунятян — биохимик, академик АН Армянской ССР.
- Абгар Рубенович Иоаннесян — историк, академик АН Армянской ССР.
- Нагуш Хачатурович Арутюнян — механик, академик АН Армянской ССР.
- Гагик Степанович Давтян — агрохимик, академик АН Армянской ССР.
- Сурен Амбарцумович Погосян — биолог, селекционер, член-корреспондент ВАСХНИЛ.
- Вагарш Давидович Азатян — химик, вице-президент Армянского филиала АН СССР.

## Галерея

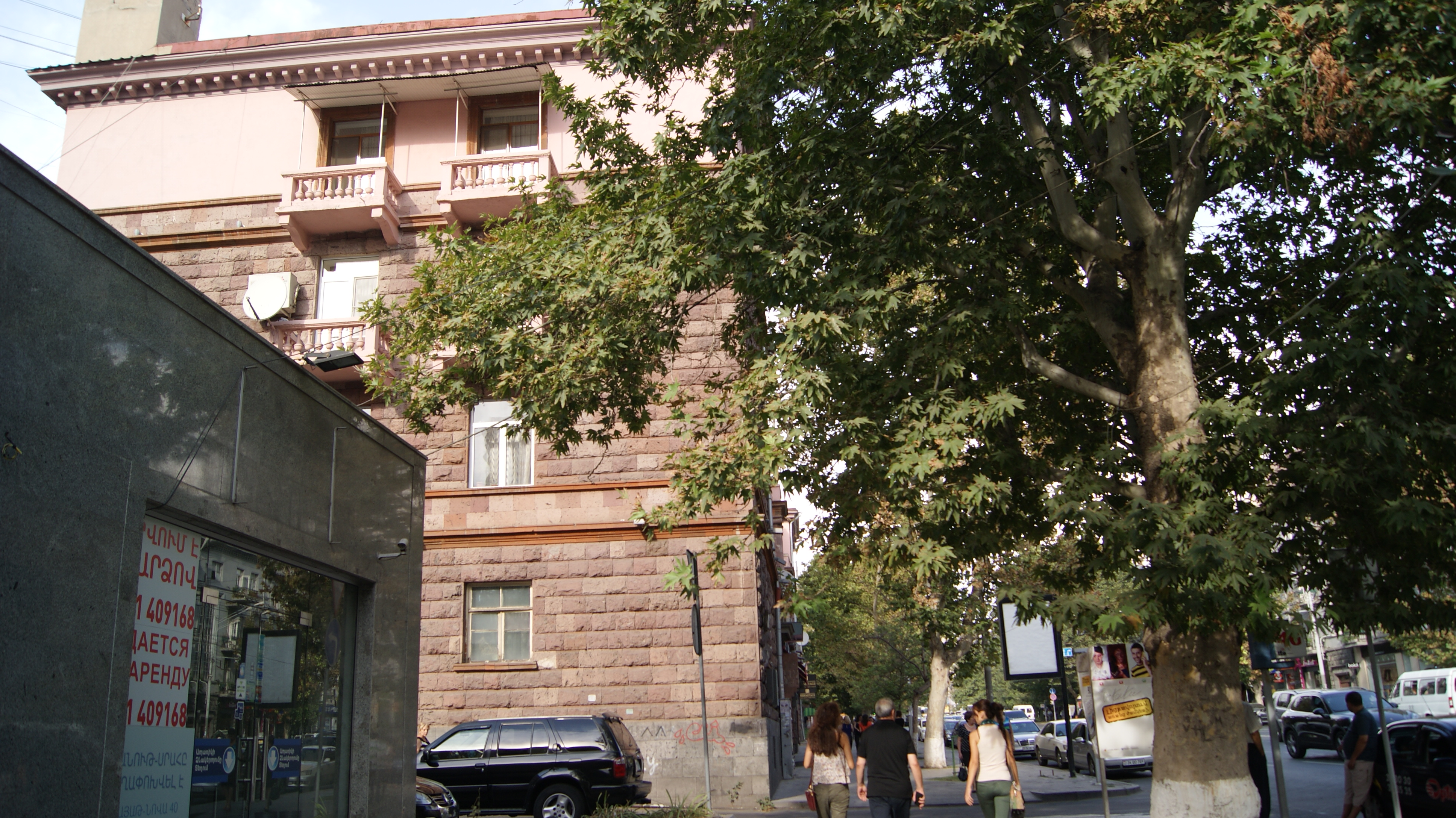
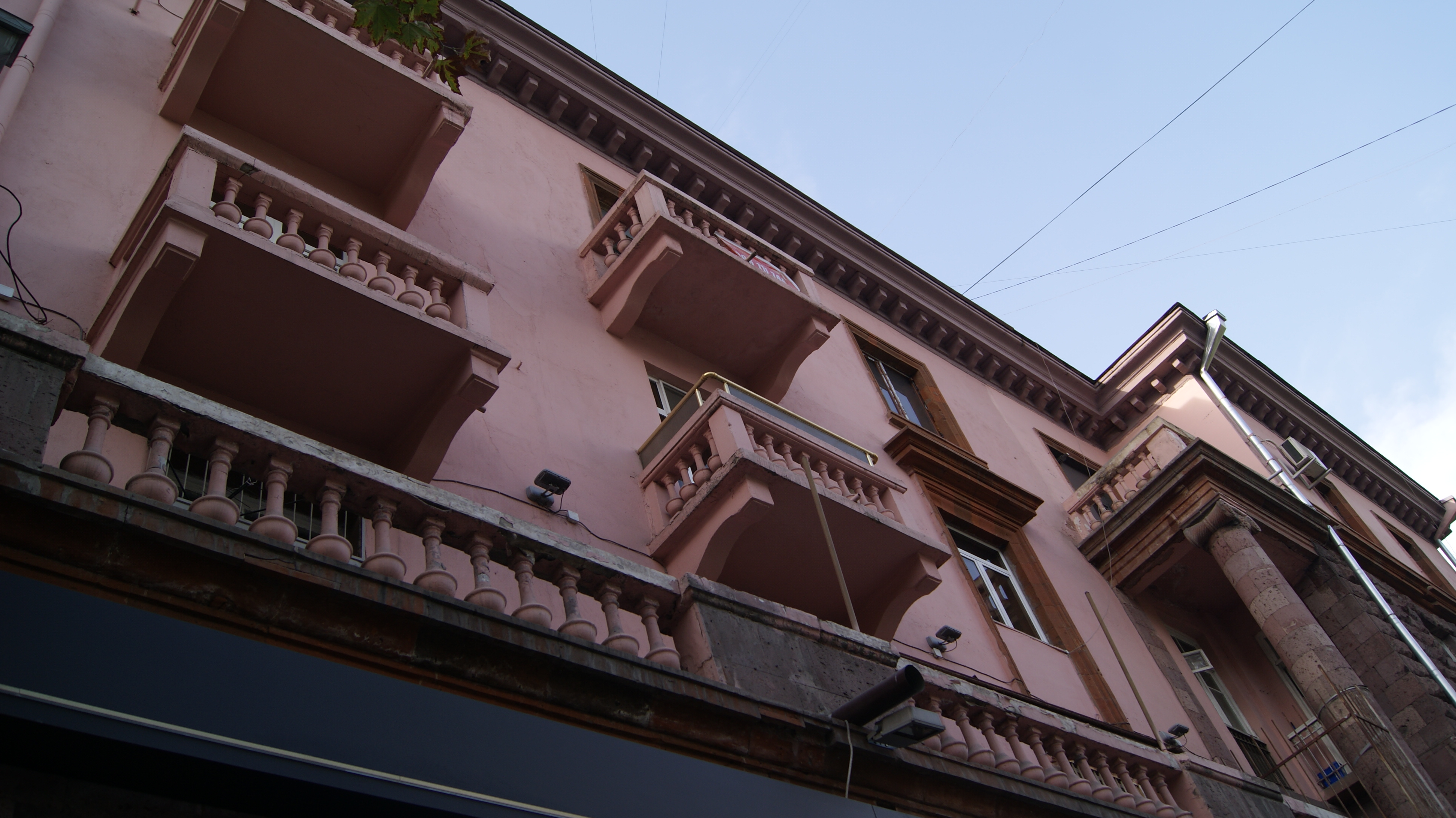
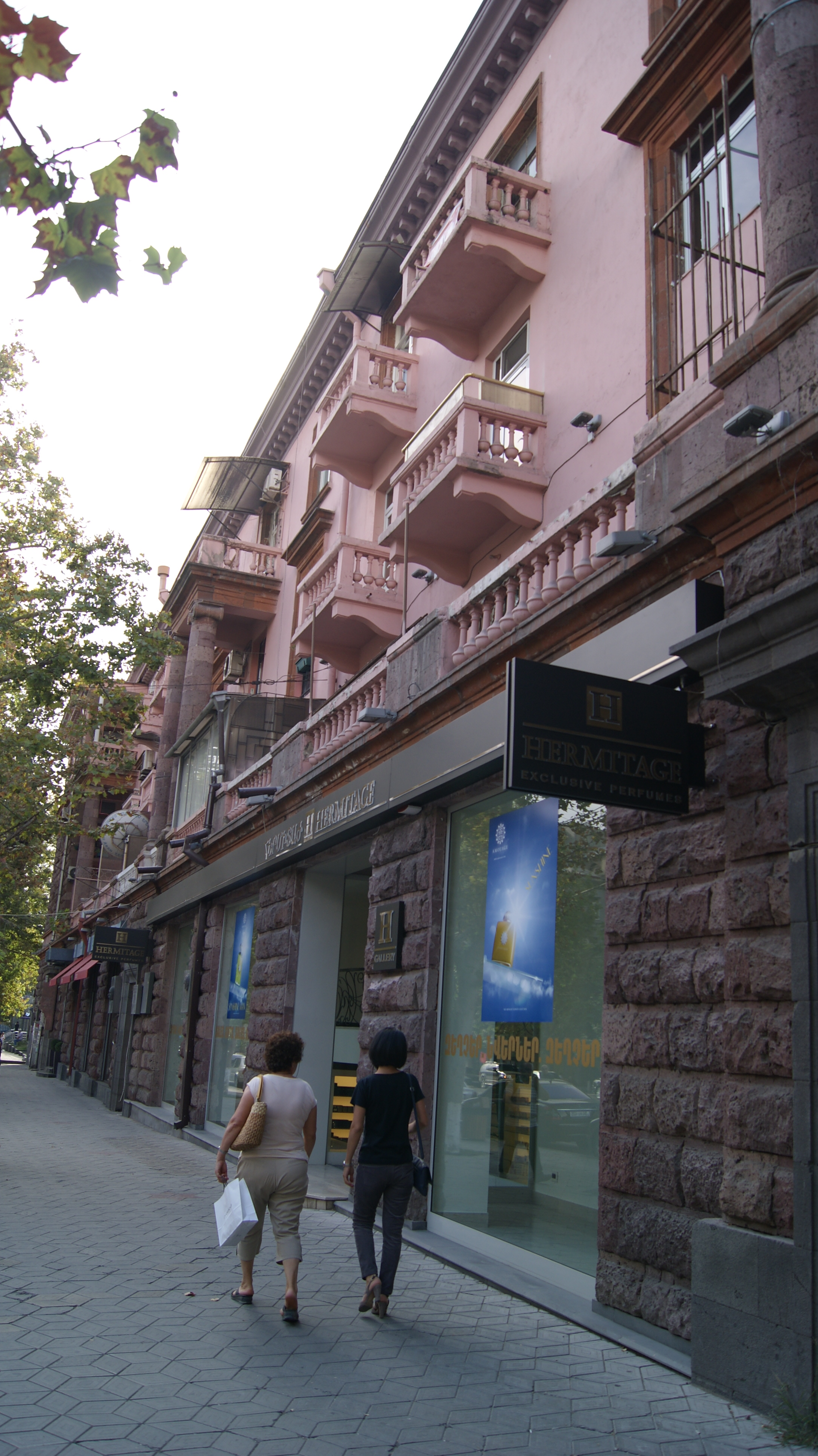
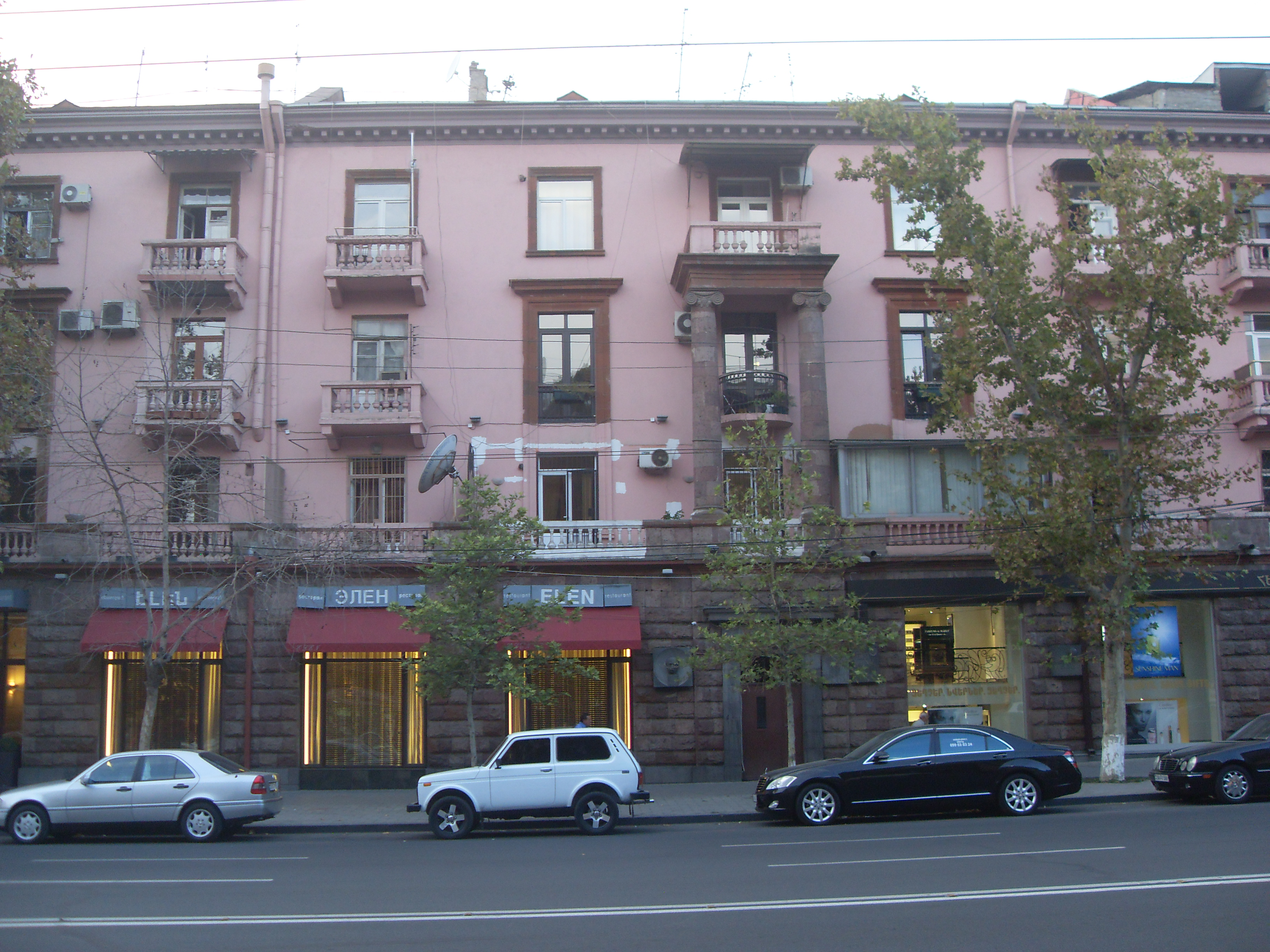
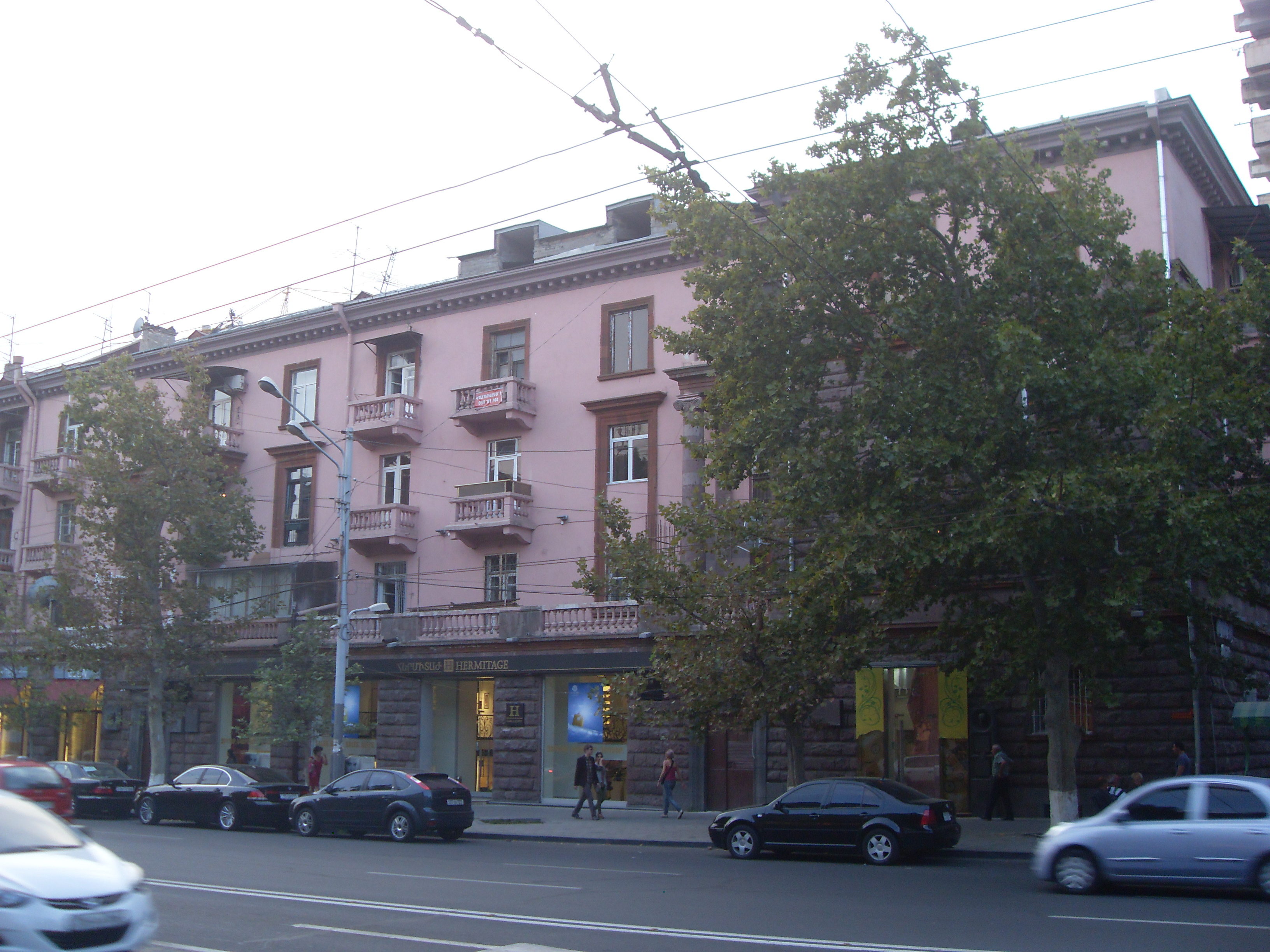
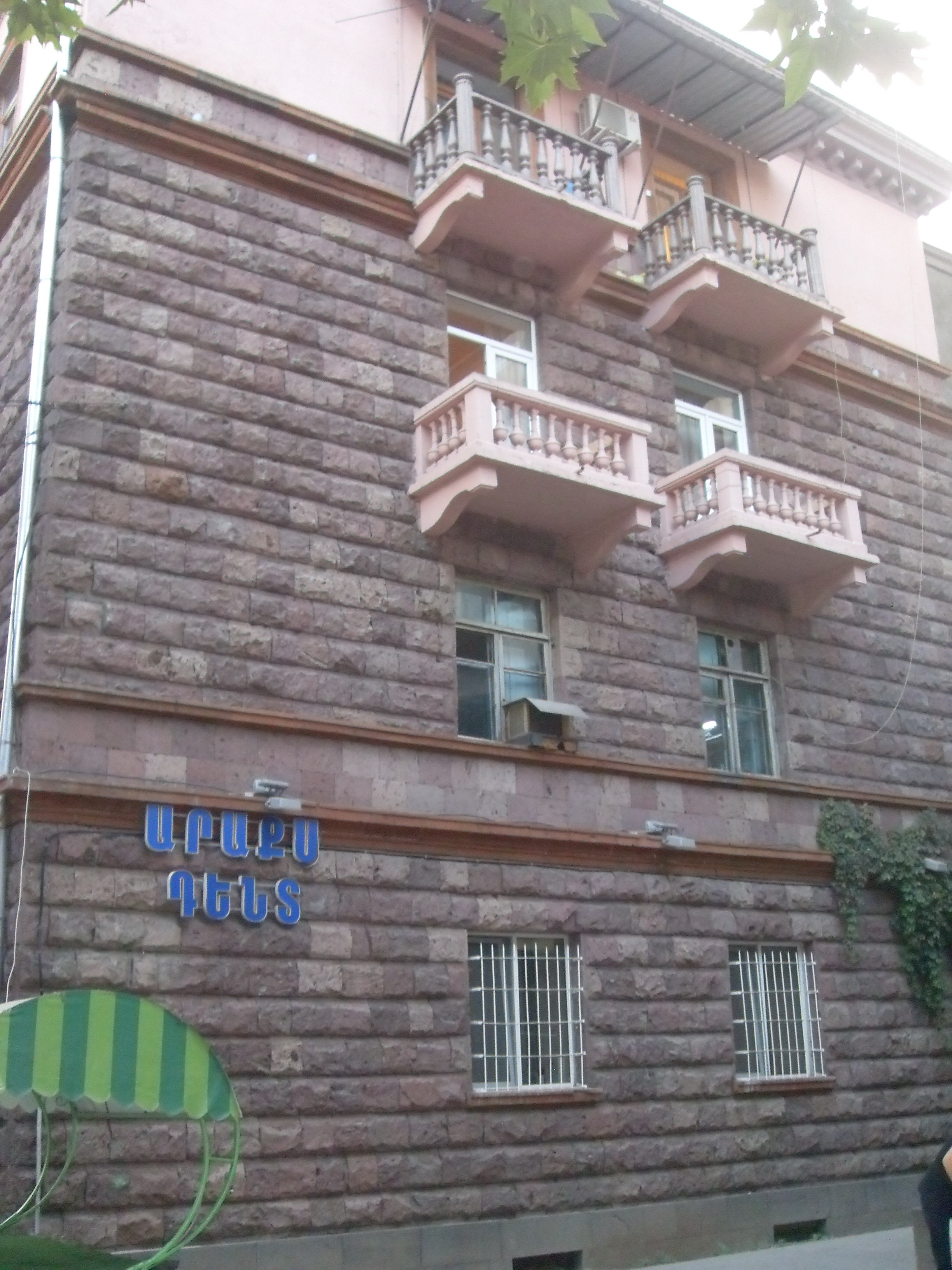
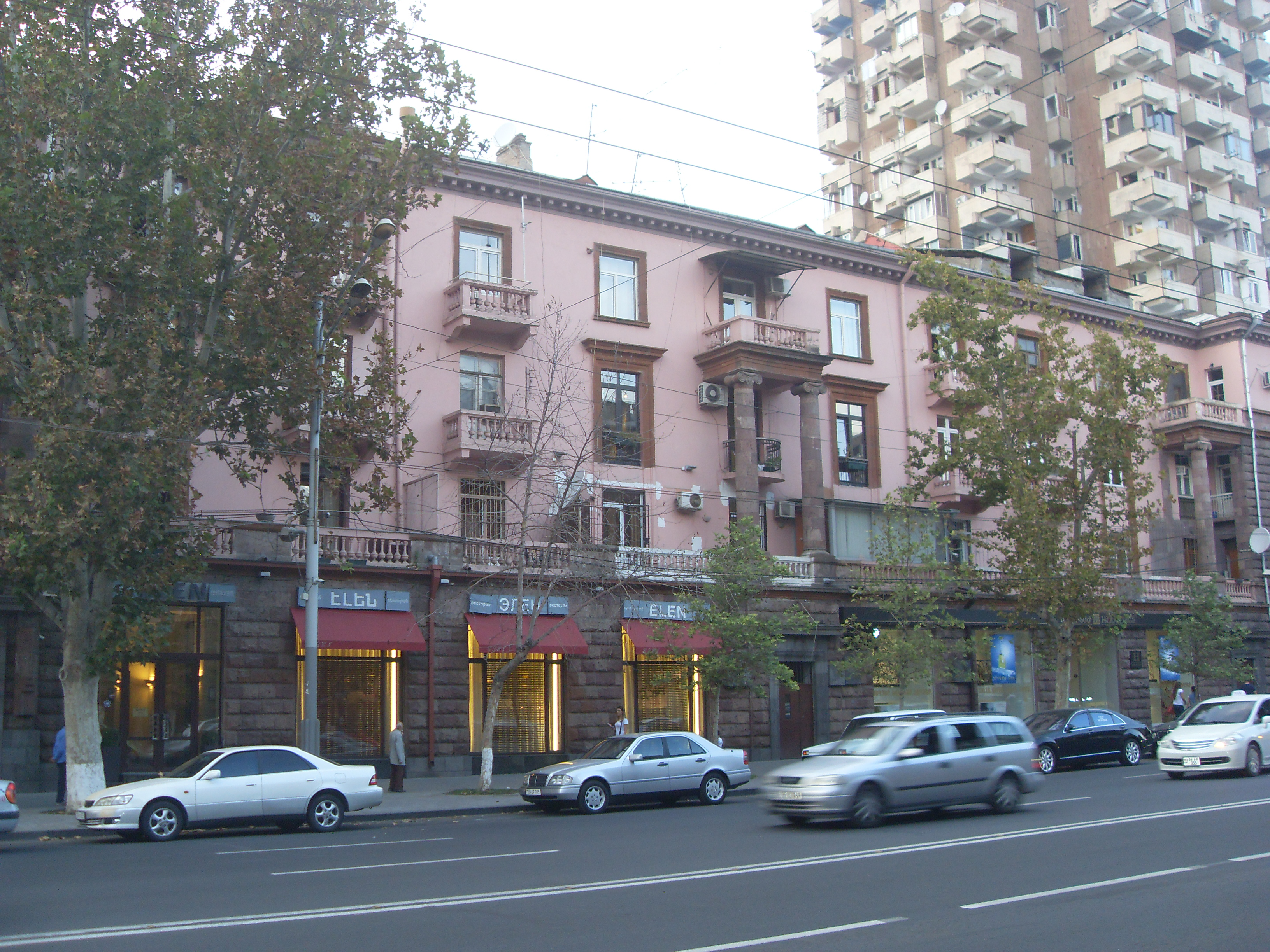

## Мемориальные доски на стенах дома

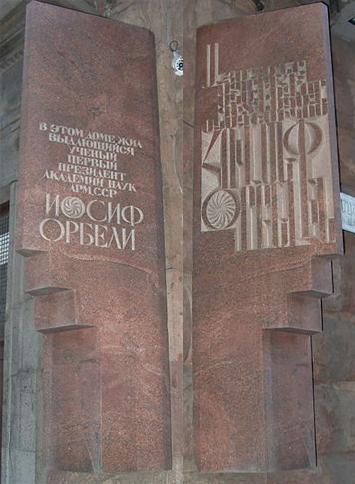
Иосиф Абгарович Орбели
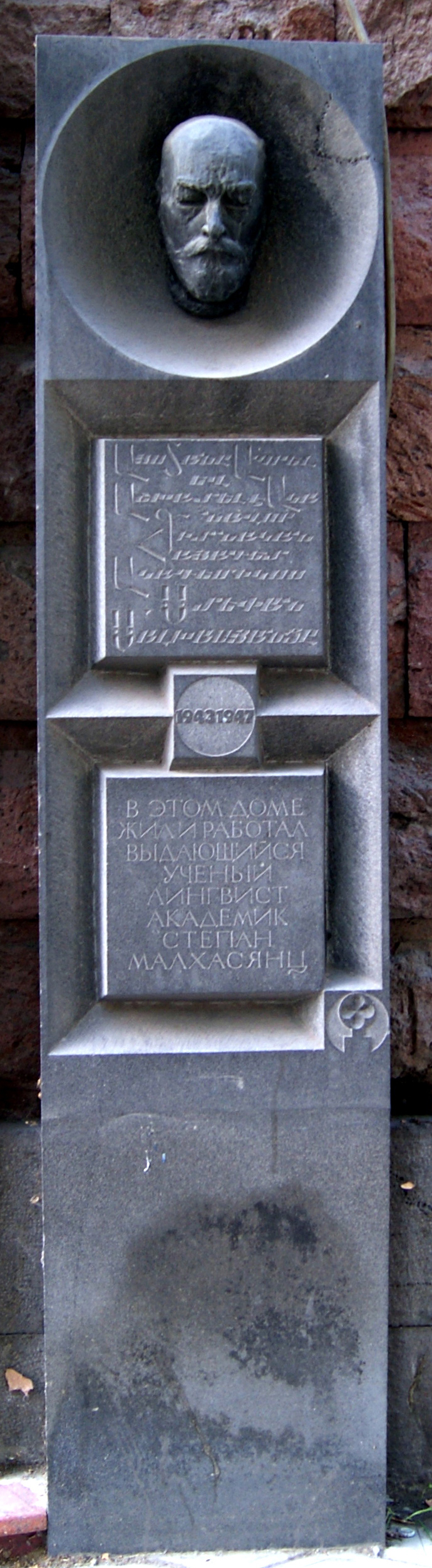
Степан Саркисович Малхасянц
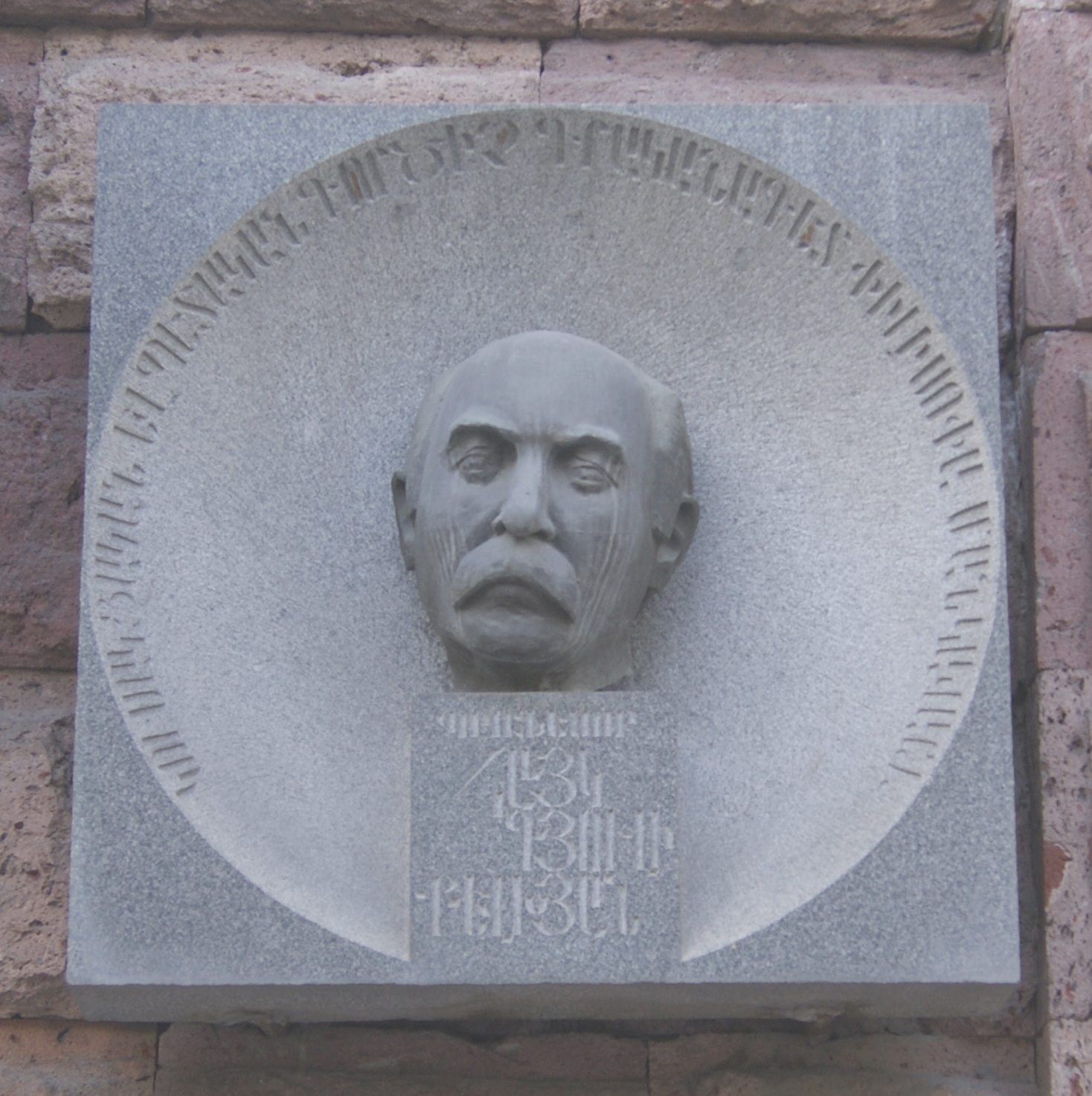
Айк Габриелович Гюликехвян
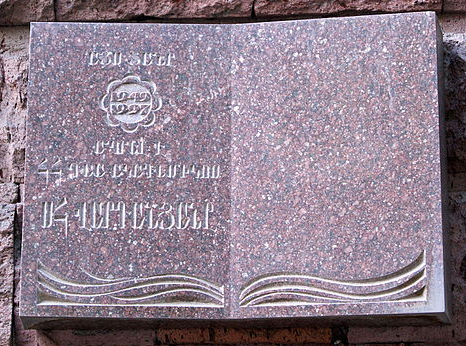
Саркис Амбарцумович Варданян
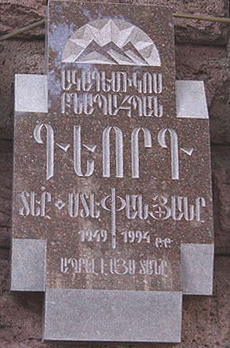
Геворк Исаевич Тер-Степанян
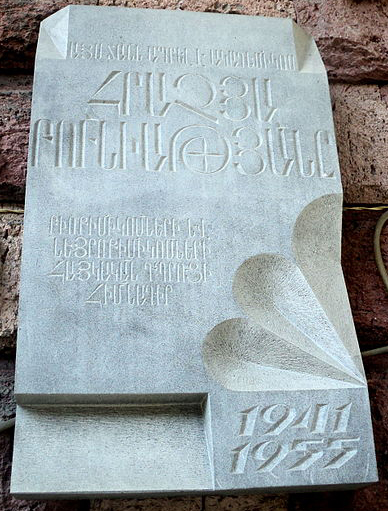
Грачия Хачатурович Бунятян
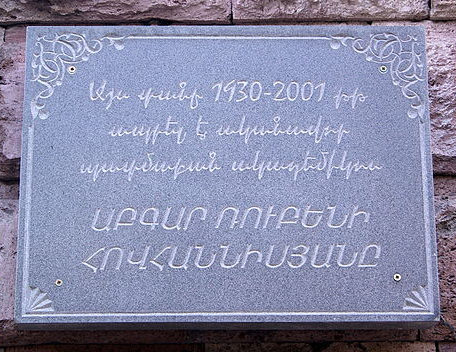
Абгар Рубенович Иоаннисян
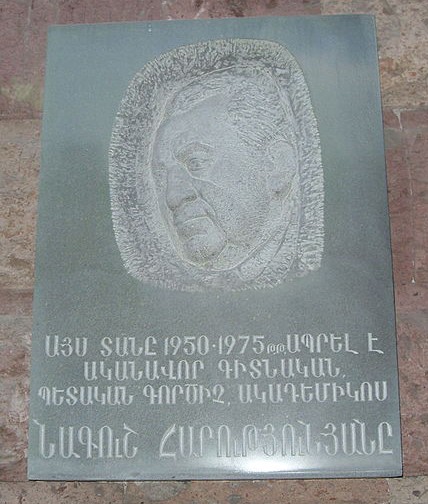
Нагуш Хачатурович Арутюнян
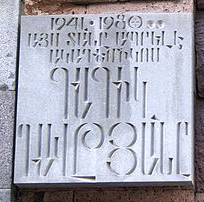
Гагик Степанович Давтян
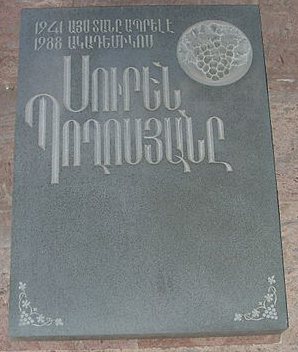
Сурен Амбарцумович Погосян
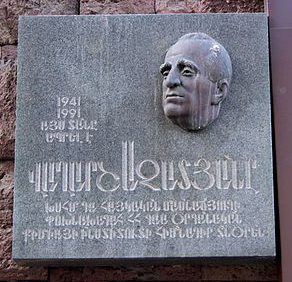
Вагарш Давидович Азатян